# Diane Dufresne
Pour les articles homonymes, voir Dufresne.
Diane Dufresne, née le 30 septembre 1944 à Montréal, Québec, Canada, est une chanteuse, comédienne et peintre québécoise. Connue pour ses costumes excentriques, elle est considérée comme l'une des plus grandes chanteuses québécoises.

## Biographie
Diane Dufresne doit abandonner l'école à 15 ans, à la suite du décès de sa mère. Puis, à 18 ans, juste avant de s'envoler pour la France, Diane Dufresne interprète sur une scène à Montréal des textes d'Aragon, Ferré, Brel. En 1962, elle part, à Paris, étudier le chant chez Jean Lumière et l'art dramatique chez Françoise Rosay et, entre 1966 et 1968, elle est engagée dans des cabarets de la Rive gauche où elle chante Vigneault, Ferland, Léveillée, et chante également dans des revues, des musiques de films et, pour la radio, elle fait même des jingles. En 1969, elle chante Un jour il viendra mon amour, la chanson-thème du film de Denis Héroux, L'Initiation, avec Chantal Renaud et Danielle Ouimet.
Sa carrière démarre vraiment à l'automne 1972, avec la sortie de son premier album Tiens-toé ben, j'arrive!. En 1973, à la Place des Arts de Montréal, c'est la consécration et les autres pays francophones ne tarderont pas à être également séduits par cette femme.
Le parolier Luc Plamondon écrit les paroles de ses premières chansons marquantes, lesquelles sont mises en musique par le compositeur François Cousineau (qui a été le compagnon de Diane Dufresne dans les années 1970 et lui donne d'ailleurs la réplique dans la chanson J'ai rencontré l'homme de ma vie en 1972 (Qu'est-ce que tu fais dans la vie ? Mets tu de l'eau dans ton whisky?)).
Puis c'est le triomphe à l'Élysée-Montmartre en 1977 et à l'Olympia, l'année suivante. À Québec, elle donne des spectacles thématiques (comme La Nuit à Fellini, La Nuit en rose…), où les gens viennent déguisés en fonction du thème. Si, en France, Diane est une chanteuse, au Québec elle est une légende vivante. En 1978-1979, elle participe à la comédie musicale Starmania avec le personnage de Stella Spotlight (Les Adieux d’un sex-symbol où elle évoque son déclin, Le Rêve de Stella Spotlight sur son lien avec les étoiles, jeu de mots sur le prénom Stella). Les Adieux d’un sex-symbol se termine sur un contre-ut, note très aiguë qui montre la maîtrise vocale de Dufresne.
Dès les années 1970, parallèlement à sa carrière de chanteuse, elle se consacre à la peinture et fréquente l'atelier du frère Jérôme, une rencontre qui se révélera déterminante dans son parcours d'artiste et qui lui permettra d'explorer d'autres facettes de la création.
Dans les années 1984-1985, la collaboration avec son parolier Luc Plamondon se termine, car elle veut se tourner vers des artistes français comme Michel Jonasz, Serge Gainsbourg, Jacques Higelin et en particulier Pierre Grosz qui lui écrira l'album Top Secret puis Les Papillons et Épine de rose. Diane Dufresne commence alors à ménager ses forces et elle ne donnera des concerts que tous les deux à trois ans. Pour elle, les méga concerts se terminent et, entre 1990 à 1998, elle se tourne vers d'autres valeurs, avec des chansons plus calmes, moins rock.
En 1998, elle remonte sur scène pour son spectacle Réservé, mis en scène par Richard Langevin, son mari. Le spectacle, moitié théâtre, moitié tour de chant, est beaucoup plus « sage », on est loin de sa période « rock ». Elle reviendra au rock, avec sa tournée En liberté conditionnelle entre 2002 et 2003.
Au cours des années suivantes, elle se fait plus discrète auprès des médias, mais est toujours présente sur scène, notamment en 2005, alors qu'elle offre le spectacle ainsi que l'album Diane Dufresne / Kurt Weill / Yannick Nézet-Séguin consacré au compositeur allemand Kurt Weill, avec l’Orchestre Métropolitain du Grand Montréal, dirigé par Yannick Nézet-Séguin.
En 2006, elle crée le spectacle Plurielle, se produisant dans des salles plus intimistes.
Le 29 juillet, au Stade olympique de Montréal, elle participe à la grande cérémonie d'ouverture des premiers Outgames mondiaux.
En octobre, lors de la 28e édition du Gala de l’ADISQ (Association québécoise de l'industrie du disque, du spectacle et de la vidéo), elle est honorée d'un Félix hommage pour l'ensemble de son œuvre.
En 2007, elle revient avec l'album Effusions, auquel collaborent plusieurs Québécois, dont le pianiste Alain Lefèvre, l'auteur-compositeur-interprète Daniel Bélanger et l'astrophysicien Hubert Reeves. La sortie de cet album se prolonge avec la présentation, à la Société des arts technologiques de Montréal (du 7 novembre au 23 décembre), de ses tableaux les plus récents. Ce projet s’inscrit dans une démarche artistique intégrant les activités de musique de chant et d’art visuel. Aujourd'hui, ses œuvres sont exposées au Québec, aux États-Unis et en Europe.
À l'été 2008, elle monte un spectacle aux FrancoFolies de Montréal, intitulé Terre planète bleue. Diane Dufresne y assure la mise en scène du spectacle aux côtés de Guy Caron, mêlant plusieurs disciplines artistiques et des cultures variées. Elle participe également, du 3 au 5 juillet 2008, au spectacle Rencontres devant l'Assemblée nationale de Québec à l'Occasion du 400e anniversaire de la ville de Québec. Elle est aussi nommée chevalier de la Légion d'honneur en juillet 2008.
En novembre 2008, elle se produit sur la scène du théâtre des Bouffes du Nord à Paris, avec une douzaine de dates.
Le 18 septembre 2009, paraît au Québec un livre de Bruno Roy, Les Cent Plus Belles Chansons du Québec, recueil de cent textes incontournables illustrés par Diane Dufresne.
Puis, sort son livre Mots de tête, le 2 novembre 2009 au Québec et le 11 février 2010 en France : 256 pages entre autobiographie et confidences.
L'exposition MUR à MUR, de Diane Dufresne et Richard Langevin, se tient du 3 février au 9 mai 2010 à la galerie Loto-Québec, de Montréal.
L'exposition A2 de Diane Dufresne et Richard Langevin est présentée du 20 octobre au 4 décembre 2011 au Centre d'exposition de Repentigny.
En 2023, elle est intronisée au panthéon de la musique canadienne avec Terri Clark, Oliver Jones, Nickelback et Trooper.

## Discographie

### Albums enregistrés en studio
| Titre                                                                                        | Date de sortie | Label                   | Format                        | Nombre de pistes |
| Tiens-toé ben, j'arrive!                                                                     | 1972           | Barclay / Amérylis      | 33T, K7, 1990 réédition en CD | 12               |
| À part de d'ça, j'me sens ben - Opéra-cirque                                                 | 1973           | Barclay                 | 33T, K7, CD                   | 16               |
| Sur la même longueur d'ondes                                                                 | 1975           | Kébec-Disc / Barclay    | 33T, K7, CD                   | 11               |
| Maman, si tu m'voyais... tu s'rais fière de ta fille!                                        | 1977           | Barclay                 | 33T, K7, CD                   | 8                |
| Strip Tease                                                                                  | 1979           | Barclay                 | 33T, K7, CD                   | 9                |
| Turbulences                                                                                  | 1982           | Kébec-Disc / RCA Victor | 33T, K7, CD                   | 11               |
| Dioxine de Carbone et son rayon rose                                                         | 1984           | Kébec-Disc / RCA Victor | 33T, K7, CD                   | 20               |
| Follement vôtre                                                                              | 1986           | Amérilys                | 33T, CD, K7                   | 9                |
| Top Secret                                                                                   | 1987           | Amèrylis, RCA, Scalen   | 33T, CD, K7                   | 8                |
| Détournement majeur                                                                          | 1993           | Amérilys                | 33T, CD, K7                   | 10               |
| Comme un parfum de confession ou Diane Dufresne                                              | 1997           | Amérilys                | CD, K7                        | 10               |
| Diane Dufresne / Kurt Weill / Yannick Nézet-Séguin Orchestre Métropolitain du Grand Montréal | 2005           | ATMA Classique          | CD                            | 8                |
| Effusions                                                                                    | 2007           | Disques Présence        | CD                            | 12               |
| Meilleur Après                                                                               | 2018           | GSI Musique             | 33T, CD                       | 10               |
| État de siège (avec Michel Cusson)                                                           | 2024           | GSI Musique             | 33T, CD                       | 9                |

### Albums enregistrés en public
| Titre                                                    | Date de sortie | Label                       | Format          | Nombre de pistes |
| Mon premier show                                         | 1976           | J'arrive / Kébec-Disc / RCA | Double 33T / K7 | 20               |
| Olympia 78                                               | 1978           | Barclay                     | 33T / K7        | 8                |
| J’me sens ben – Enregistrement public à l’Olympia Vol. 2 | 1978           | Barclay                     | 33T / K7        | 9                |
| J’me sens ben - Enregistrement public à l’Olympia        | 1978           | Barclay                     | Double 33T / K7 | 17               |
| Magie Rose                                               | 1984           | Kébec-Disc                  | 33T / K7        | 8                |
| Diane Dufresne et Les Violons du Roy                     | 2013           | Disques Présence            | CD              | 15               |

### Compilations
| Titre                                                                        | Date de sortie | Label                            | Format                          | Nombre de pistes |
| Les Grands Succès Barclay Vol. 17                                            | 1975           | Barclay                          | Double 33T                      | 20               |
| Le Disque d'or                                                               | 1979           | Barclay                          | 33T / K7                        | 12               |
| Master série Vol. 1                                                          | 1989           | Barclay                          | CD / K7                         | 16               |
| Master série Vol. 2                                                          | 1990           | Barclay                          | CD / K7                         | 13               |
| Diane                                                                        | 1991           | Amérilys                         | Coffret 2 CD Édition Québécoise | 28               |
| Sans dessous dessus                                                          | 1991           | Victor                           | CD Édition Japonaise            | 11               |
| Diane                                                                        | 1992           | Columbia                         | Double CD Édition Française     | 25               |
| Maman si tu m'voyais                                                         | 1993           | Barclay                          | 2 CD                            | 26               |
| Les Inoubliables                                                             | 1998           | Wagram                           | CD                              | 11               |
| Québec                                                                       | 1998           | CNR Musique                      | 2 CD Édition Française          | 28               |
| Merci                                                                        | 2000           | BMG Québec                       | 3 CD Édition Québécoise         | 47               |
| Les Grands succès                                                            | 2002           | Sismik Disques Records           | CD Édition Québécoise           | 19               |
| Merci                                                                        | 2003           | EPM Musique                      | CD Édition Française            | 12               |
| 20th Century Masters - The Millennium Collection: The Best of Diane Dufresne | 2006           | Universal Music                  | CD Édition Québécoise           | 13               |
| Les Grands Succès                                                            | 2009           | EPM Musique                      | CD + DVD                        | 19 + 22          |
| Merci                                                                        | 2011           | Progressif Inc. DEP Distribution | 3 CD Édition Québécoise         | 47               |

### Morceaux isolés et divers
- 1968 : Dans ma chambre / Mon cœur est fou. 45T (Music-Hall)
- 1969 : Un jour il viendra mon amour 1, Pauvre amour, Un jour il viendra mon amour 2, trois titres inclus dans la B.O.F L'Initiation, film érotique québécois. 33T de 13 titres. (Initiation Records)
- 1970 : Here and now 1, So much for love, Here and now 2. Trois titres en anglais inclus dans la B.O.F The Initiation. 33 T de 13 titres. Version anglaise de l'album précédent (Initiation Records)
- 1970 : Une fleur sur la neige, générique du film érotique québécois L'amour humain de Denis Héroux. 45T (Initiation Records)
- 1970 : Il m'aimera / Si j'étais le soleil. 45T (Grand Prix)
- 1971 : Le monde commence aujourd'hui / Encore une autre fois. 45T (Trans-Canada)
- 1971 : D'un jour à l'autre / D'vant ma télévision, j'm'ennuie de toi, extraits du film érotique québécois Le diable est parmi nous. 45T (GAP Records)
- 1971 : Sept fois par jour / Ram da doo di dah, extraits du film érotique québécois Sept fois par jour. 45T (ABLE)
- 1971 : J'ai besoin de ton amour / Les enfants du paradis, extraits du film Sept fois par jour. 45T (ABLE)
- 1972 : François Cousineau : Les plus célèbres musiques de films du Québec. 33T, 9 titres chantés sur 11 (Gap Records)
- 1972 : D'vant ma télévision, j'm'ennuie de toi (1) / D'un jour à l'autre (1) / Une fleur sur la neige (2) / Les enfants du paradis (3) / J'ai besoin de ton amour (3) / Sept fois par jour (3) / Un jour, il viendra mon amour (4) / La chanson bi (en anglais) (1), inclus dans l'album Les plus célèbres musiques de films du Québec de François Cousineau. Films concernés : (1) Le diable est parmi nous; (2) L'amour humain; (3) Sept fois par jour; (4) L'initiation. 33T (GAP Records)
- 1974 : Le mariage de la charmeuse de serpents. Face B du 45T Mon p'tit boogie-woogie (Kébec-Disc)
- 1978 : Starmania. Double 33T / 2 titres (Kebec Frog, Warner Bros. Records et WEA)
- 1979 : Starmania, le spectacle. Quadruple 33T en public / 3 titres. (Warner Bros. Records et WEA)
- 1985 : Chanteurs sans frontières. Participation au titre collectif du Maxi 45 tours. (Pathé-Marconi-EMI)
- 1986 : Un souvenir heureux, chanson extraite de la bande originale de la série Le Tiroir secret diffusée sur France 3. Musique de Vladimir Cosma. 45T (Carrere)
- 1990 : Comme un bel oiseau, chanson créée pour le show de la St-Jean Aux portes du pays (Fête nationale du Québec).
- 1993 : Sur album Les Enfoirés chantent Starmania, Les Adieux d'un sex-symbol, titre uniquement présent dans la version VHS. (TF1 Vidéo)
- 1995 : La Chanson de l'autruche, version inédite sur la réédition 1995 du conte musical collectif Émilie Jolie. (RCA)
- 1999 : L'agenda du cœur, titre sur la bande originale de la série télévisée canadienne Juliette Pomerleau de Claude Fournier. (Les Disques Star)
- 2000 : À vie de recherche CD mono titre + plage multimédia édité au profit de l'association Le Réseau Enfants Retour Canada, aide aux parents d'enfants en fugue ou disparus. (BMG Music)
- 2005 : 1 titre sur le CD+DVD collectif Aujourd’hui encore... Hommage à Charles Aznavour : De t'avoir aimé. (Trilogie Musique)
- 2006 : Folie douce, en paroles et musique, série radiophonique de quatre heures produite par Radio-Canada. Coffret 3 CD. (Imavision)
- 2006 : Un musicien parmi tant d'autres (version spectacle inédite 1977), titre bonus inclus dans l'album hommage multi-interprètes, de Serge Fiori, Un musicien parmi tant d'autres. (Zone 3/Select ZCD-1067)

## Spectacles
| - 1969 : Revue musicale Les Girls de Clémence DesRochers - 1972-1973 : Tiens-toé ben, j'arrive - 1974 : Opéra-Cirque - 1975 : Mon premier show - 1977 : Sans entr'acte - 1978 : Comme un film de Fellini - 1978 : Spectacle au Café Campus - 1979 : Starmania - 1980 : J'me mets sur mon 36 - 1981 : Spectacle de la St-Jean à Montréal et Québec - 1982 : Turbulences - 1982 : Hollywood/Halloween (aussi appelé Dame de Cœur/Dame de Pique) - 1984 : Magie Rose - 1984 : Dioxine de carbone (aussi appelé Blitz), opéra-cartoon donné uniquement au Cirque d'hiver de Paris - 1986 : Top secret | - 1988 : Symphonique n'Roll - 1990 : Les Hommes de ma vie, représentation unique, Nanterre (France), avec Georges Moustaki, Michel Rivard et Claude Dubois - 1993 : Détournement majeur - 1997 : Réservé - 2001 : Couleurs symphoniques - 2001 : Kamikaze - 2001 : Bal des vampires - 2002 : En liberté conditionnelle - 2004 : Diane Dufresne chante Kurt Weill - 2006 : Plurielle - 2008 : Terre Planète Bleue - 2008 : Effusions (tournée européenne) - 2010 : Sinéquanone - 2012/2013 : Diane Dufresne et Les Violons du Roy - 2014 : Partager les anges - 2016 : Intemporelle, Un temps pour elle, représentation unique le 18 juin 2016 à la Maison Symphonique de Montréal (Québec), avec Pierre Lapointe, Diane Tell, Catherine Major, Betty Bonifassi, Marie-Pierre Arthur, Jorane, Alexandre Désilets, Charlotte Cardin, Marie Denise Pelletier et Jenny Salgado |

Diane Dufresne a présenté ses spectacles au Québec, en France et au Japon.
En tant qu'artiste solo, elle fut la première Québécoise à chanter au Stade olympique de Montréal devant 55 000 personnes de même qu'à l'ancien Forum pour les concerts J'me mets sur mon 36 et Hollywood/Halloween.

## Vidéographie
- 1971 : Let's Call the Whole Thing Orff (série TV).
- 1996 : L’Oreille de Joé, fiction de 28 min d'Alain DesRochers diffusé sur radio-canada (actrice).
- 2001 : Une jeune fille à la fenêtre, film de Francis Leclerc (actrice/Mme Hélary).
- 2004 : Diane Dufresne en liberté conditionnelle / Merci, 2003, 2009 (Présence Canada).
- 2004 : Diane Dufresne vous fait une scène, coffret 5 DVD - 5 spectacles (Imavision) :
  - DVD 1 : Tiens-toi bien j'arrive, 1974 + bonus 1970, 1973, 1975.
  - DVD 2 : J'me mets sur mon 36, 1980 + bonus spectacle Sans-Entracte 1977.
  - DVD 3 : Hollywood 1982 + bonus documentaire français 1978, réalisé par François Reichenbach, première partie.
  - DVD 4 : Magie Rose 1984 + bonus documentaire français 1978, réalisé par François Reichenbach, deuxième partie.
  - DVD 5 : Top Secret 1986 + bonus galerie de photos.
- 2005 : Diane Dufresne vous fait encore une scène, coffret 5 DVD - 5 spectacles (Imavision) :
  - DVD 1 : Follement vôtre 1985 + bonus documentaire 1982, Femme d'aujourd'hui.
  - DVD 2 : Symphonique n'roll 1988 + bonus Apparitions télévisuelles.
  - DVD 3 : Détournement majeur 1993 + bonus Le ciel connaît la musique (vidéoclip) + Apparitions télévisuelles.
  - DVD 4 : Réservé 1997 + bonus galerie photos + Rêves à vendre, Diane Dufresne et Félix Leclerc interprètent Dialogue amoureux, 1985.
  - DVD 5 : Kamikaze 2002 + bonus Je passe un mauvais quart d'heure, chanson inédite tirée du spectacle.

## Lauréats et nominations

### Gala de l'ADISQ

#### artistique
| Année | Catégorie                                                                         | Pour | Résultat   |
| ----- | --------------------------------------------------------------------------------- | --- | ---------- |
| 1979  | disque de l'année / coproduction                                                  | J'me sens ben – Enregistrement public à l'Olympia Vol. 2                                                                      | nomination |
| 1979  | disque de l'année / coproduction                                                  | Olympia 78 | nomination |
| 1979  | disque de l'année / coproduction                                                  | Starmania (avec la troupe Starmania)                                                                                          | lauréat    |
| 1979  | interprète féminine de l'année                                                    | Diane Dufresne | nomination |
| 1979  | spectacle de l'année                                                              | Comme un film de Fellini | nomination |
| 1980  | artiste hors-Québec                                                               | Diane Dufresne | lauréat    |
| 1980  | interprète féminine de l'année                                                    | Diane Dufresne | nomination |
| 1980  | microsillon de l'année - populaire                                                | Strip Tease | nomination |
| 1981  | artiste s'étant le plus illustré hors-Québec                                      | Diane Dufresne | nomination |
| 1981  | interprète féminine de l'année                                                    | Diane Dufresne | nomination |
| 1981  | spectacle de l'année - musique et chansons                                        | J'me mets sur mon 36 | nomination |
| 1982  | artiste s'étant le plus illustré hors-Québec                                      | Diane Dufresne | nomination |
| 1982  | interprète féminine de l'année                                                    | Diane Dufresne | nomination |
| 1982  | microsillon de l'année                                                            | Turbulences | nomination |
| 1982  | microsillon de l'année - populaire                                                | Turbulences | lauréat    |
| 1983  | spectacle de l'année - musique et chanson                                         | Hollywood/Halloween | lauréat    |
| 1985  | artiste québécois s'étant le plus illustré hors-Québec dans le marché francophone | Diane Dufresne | nomination |
| 1987  | artiste québécois s'étant le plus illustré hors du Québec marché francophone      | Diane Dufresne | nomination |
| 1987  | interprète féminine de l'année                                                    | Diane Dufresne | nomination |
| 1987  | spectacle de l'année - musique et chanson pop                                     | Top secret | lauréat    |
| 1988  | interprète féminine de l'année                                                    | Diane Dufresne | nomination |
| 1988  | meilleure performance sur scène de l'année                                        | Symphonique n' roll | nomination |
| 1988  | microsillon de l'année - pop-rock                                                 | Top secret | nomination |
| 1988  | spectacle de l'année                                                              | Symphonique n' roll | nomination |
| 1993  | album de l'année - pop/rock                                                       | Détournement majeur | nomination |
| 1993  | auteur ou compositeur de l'année                                                  | Diane Dufresne | nomination |
| 1994  | interprète féminine de l'année                                                    | Diane Dufresne | nomination |
| 1998  | spectacle de l'année - auteur-compositeur-interprète                              | Réservé | nomination |
| 2002  | spectacle de l'année - interprète                                                 | Sous influences | nomination |
| 2003  | interprète féminine de l'année                                                    | Diane Dufresne | nomination |
| 2003  | spectacle de l'année - interprète                                                 | En liberté conditionnelle | nomination |
| 2005  | album de l'année - classique orchestre et grand ensemble                          | Diane Dufresne / Kurt Weill / Yannick Nézet-Séguin (avec Yannick Nézet-Séguin et l'orchestre métropolitain du Grand Montréal) | lauréat    |
| 2006  | prix hommage                                                                      | Diane Dufresne | lauréat    |
| 2008  | auteur ou compositeur de l'année                                                  | Diane Dufresne | nomination |
| 2009  | spectacle de l'année - interprète                                                 | Effusions | nomination |
| 2020  | spectacle de l'année - interprète                                                 | Diane Dufresne symphonique: De concert avec vous                                                                              | nomination |

#### industriel
| Année | Catégorie                          | Pour                                                                        | Résultat   |
| ----- | ---------------------------------- | --------------------------------------------------------------------------- | ---------- |
| 1986  | réalisateur de l'année             | Diane Dufresne et Marty Simon pour Follement vôtre                          | nomination |
| 1987  | metteur en scène de l'année        | René Richard Cyr et Diane Dufresne pour Top secret                          | nomination |
| 1988  | metteur en scène de l'année        | Diane Dufresne pour Symphonique n' roll                                     | nomination |
| 1998  | metteur en scène de l'année        | Diane Dufresne et Richard Langevin pour Réservé                             | lauréat    |
| 1998  | réalisateur de disque de l'année   | Diane Dufresne pour Comme un parfum de confession                           | nomination |
| 1998  | scripteur de spectacles de l'année | Diane Dufresne pour Réservé                                                 | lauréat    |
| 2002  | metteur en scène de l'année        | Diane Dufresne pour Sous influences                                         | nomination |
| 2002  | scripteur de spectacles de l'année | Diane Dufresne pour Sous influences                                         | nomination |
| 2003  | metteur en scène de l'année        | Diane Dufresne pour En liberté conditionnelle                               | nomination |
| 2003  | scripteur de spectacles de l'année | Diane Dufresne pour En liberté conditionnelle                               | nomination |
| 2008  | réalisateur de disque de l'année   | Marie Bernard, Michel Cusson, Diane Dufresne et Toby Gendron pour Effusions | nomination |
| 2009  | metteur en scène de l'année        | Diane Dufresne pour Effusions                                               | nomination |
| 2009  | scripteur de spectacle de l'année  | Diane Dufresne pour Effusions                                               | nomination |

### Victoires de la musique
| Année | Catégorie                    | Pour                                 | Résultat   |
| ----- | ---------------------------- | ------------------------------------ | ---------- |
| 1985  | album francophone de l'année | Dioxine de Carbone et son rayon rose | nomination |

### Autres prix et distinctions
- 2001 :  Chevalière de l'ordre des Arts et des Lettres de la République française (distinction remise par Juliette Gréco)
- 2001 : Chevalier de l'ordre de la Pléiade de l'Assemblée internationale des pays francophones
- 2001 : Prix du gouverneur général du gouvernement du Canada pour les Arts de la scène
- 2002 :  Chevalière de l'Ordre national du Québec[24]
- 2008 :  Chevalière de la Légion d'honneur de la République française
- 2015 :  Membre de l'Ordre du Canada[25]
- 2017 : Compagne de l'ordre des arts et des lettres du Québec décerné par le Conseil des arts et des lettres du Québec
- 2023 : Panthéon de la musique canadienne
- 2023 : Doctorat honorifique de l'Université Laval en musique